# لانه‌کن کوبایی
لانه‌کن کوبایی (نام علمی: Priotelus temnurus) نام یک گونه از سرده لانه‌کن‌های کارائیبی است.